# Казанцевский сельсовет (Красноярский край)
Казанцевский сельсовет — сельское поселение в Шушенском районе Красноярского края.
Административный центр — село Казанцево.

## История
Статус и границы сельского поселения установлены Законом Красноярского края от 24 декабря 2004 года № 13-2866 «Об установлении границ и наделении соответствующим статусом муниципального образования Шушенский район и находящихся в его границах иных муниципальных образований»

## Население
| 2010 | 2012  | 2013  | 2014  | 2015  | 2016  | 2017  |
| ---- | ----- | ----- | ----- | ----- | ----- | ----- |
| 2686 | ↗2707 | ↗2744 | ↗2757 | ↗2815 | ↘2772 | ↘2763 |

## Состав сельского поселения
В состав сельского поселения входят 5 населённых пунктов:
| № | Населённый пункт | Тип населённого пункта       | Население |
| - | ---------------- | ---------------------------- | --------- |
| 1 | Казанцево        | село, административный центр | 2171      |
| 2 | Козлово          | деревня                      | 72        |
| 3 | Лыткино          | деревня                      | 140       |
| 4 | Нижняя Коя       | деревня                      | 303       |
| 5 | Чихачево         | деревня                      | 0         |

## Местное самоуправление
Казанцевский сельский Совет депутатов
Дата избрания: 14.03.2010. Срок полномочий: 5 лет. Количество депутатов:  10
Глава муниципального образования
- Тонких Александр Николаевич. Дата избрания: 14.03.2010. Срок полномочий: 5 лет